# Cámara de Diputados del Perú
La Camara de Diputados del Perú será la Cámara Baja del Poder Legislativo peruano que se establecerá a partir de las elecciones de 2026 en el país. De acuerdo a la Ley  n.º 31988 promulgada el 20 de marzo de 2024 que reforma la Constitución Política de 1993, se restableció el 2024.
La Cámara de Diputados del Perú  formará parte del Congreso de la República del Perú. Estará conformado por 130 diputados. El 19 de marzo de 2024 se publicó la Ley n.º 31988, en el cual el Congreso de la República pasa a tener Senado y la Cámara de Diputados.

## Requisitos
El requisito para ser diputado es ser peruano de nacimiento, haber cumplido veinticinco años al momento de la postulación y gozar del derecho de sufragio.

## Atribuciones
Entre las funciones de la cámara podrá iniciar investigaciones sobre cualquier asunto de interés público, acusar ante el Senado por infracción de la Constitución y por todo delito que cometan en el ejercicio de sus funciones y hasta cinco años después de que hayan cesado en éstas al presidente de la República; a los senadores; a los diputados; a los ministros de Estado; a los magistrados del Tribunal Constitucional; a los miembros de la Junta Nacional de Justicia; a los jueces de la Corte Suprema; a los fiscales supremos; al defensor del pueblo y al contralor general.
La Cámara de Diputados puede mediante el voto de censura o el rechazo de la cuestión de confianza al Consejo de Ministros, o de los ministros por separado. Están facultados para interponer acción de inconstitucionalidad. También son sus atribuciones aprobar las propuestas normativas a ser remitidas al Senado, interpelar y censurar a los ministros de Estado.